# Alsólánc
Alsólánc (szlovákul: Nižný Lánec, németül: Unter-Lanzdorf) község Szlovákiában, a Kassai kerület Kassa-környéki járásában.

## Fekvése
Kassától 27 km-re, délnyugatra fekszik.

## Története
1298-ban „Lanch” néven említik először, neve a német eredetű Lanch személynévből származik.
A 18. század végén Vályi András így ír róla: „Alsó, Felső, és Közép Láncz Három magyar falu Abaúj Várm. földes Uraik Lánczy és több Urak, lakosaik katolikusok, és reformátusok, fekszenek Kanyapta vizéhez közel, Kassához mintegy más fél mértföldnyire, földgyeik jók, 2/3 része soványas, fájok van, réttyeik, legelőjök sem épen elég.”
Fényes Elek 1851-ben kiadott geográfiai szótárában így ír a faluról: „Alsó-, Felső- és Közép-Láncz, három magyar falu, Abaúj vármegyében, a Kanyapta mocsár mellett, Kassához 5 órányira: 290 kath., 41 g. kath., 194 ref., 8 zsidó lak. Alsó és Közép-Lánczon ref. Felső Lánczon kath. szentegyház van. Rétjek, legelőjök bőséggel van az emlitett mocsárban; malmokat is birnak. F. u. a Lánczy nemzetség.”
Borovszky monográfiasorozatának Abaúj-Torna vármegyét tárgyaló része szerint: „Tovább keletnek a következő négy községet találjuk a Kanyaptavölgyben: Alsó-Láncz, 34 házzal, 272 magyar lakossal. Postája, Buzita, távirója Nagy-Ida. Itt van Hedry József nagybirtokos csinos kastélya, melyet Lánczy Ferencz e század elején épittetett, Hedry József pedig 17 évvel ezelőtt restauráltatott.”
A trianoni diktátumig Abaúj-Torna vármegye Csereháti járásához tartozott, ezután az új csehszlovák állam része lett. 1938 és 1945 között újra Magyarország része.

## Népessége
| Év:            | 1994. | 2004.   | 2014.   | 2024.   |
| -------------- | ----- | ------- | ------- | ------- |
| Emberek száma: | 394   | 417     | 443     | 471     |
| Eltérés:       |       | +5,83 % | +6,23 % | +6,32 % |

| Év:            | 2023. | 2024.   |
| -------------- | ----- | ------- |
| Emberek száma: | 469   | 471     |
| Eltérés:       |       | +0,42 % |

1910-ben 269-en, túlnyomórészt magyar anyanyelvűek lakták.
2001-ben 405 lakosából 208 magyar, 101 cigány és 48 szlovák volt.
2011-ben 423 lakosából 256 magyar, 110 cigány és 53 szlovák volt.